# Execution of Czolgosz with Panorama of Auburn Prison
Execution of Czolgosz with Panorama of Auburn Prison je americký němý film z roku 1901. Režisérem je Edwin S. Porter (1870–1941). Film trvá zhruba čtyři minuty a premiéru měl 4. listopadu 1901.
Jedná se o dramatickou rekonstrukci popravy Leona Czolgosze, který byl za atentát na Williama McKinleyho odsouzen k smrti na elektrickém křesle. Porter chtěl původně vykonání rozsudku, které proběhlo 29. října 1901, natočit, ale úřady mu to nepovolily, a tak jediné, co směl nahrát, byl pohled na Auburnskou věznici.